# Pueblo aberu
El pueblo aberu o abelu forma parte del grupo mangbetu. Habitan el noreste de la República Democrática del Congo. Están relacionados con otros pueblos magbetu como los meegye, makere, malele y popoi. Su economía se asienta en la combinación de explotaciones agrícolas, ganadería y pesca.

## Territorio
Habitan el noreste de la República Democrática del Congo en el territorio Mangbetu junto con el pueblo meegye, el makere, el malete y el popoi, todos de la misma etnia madre. Las orillas del río Bomokandi congregan a buena parte de sus comunidades.

## Idioma

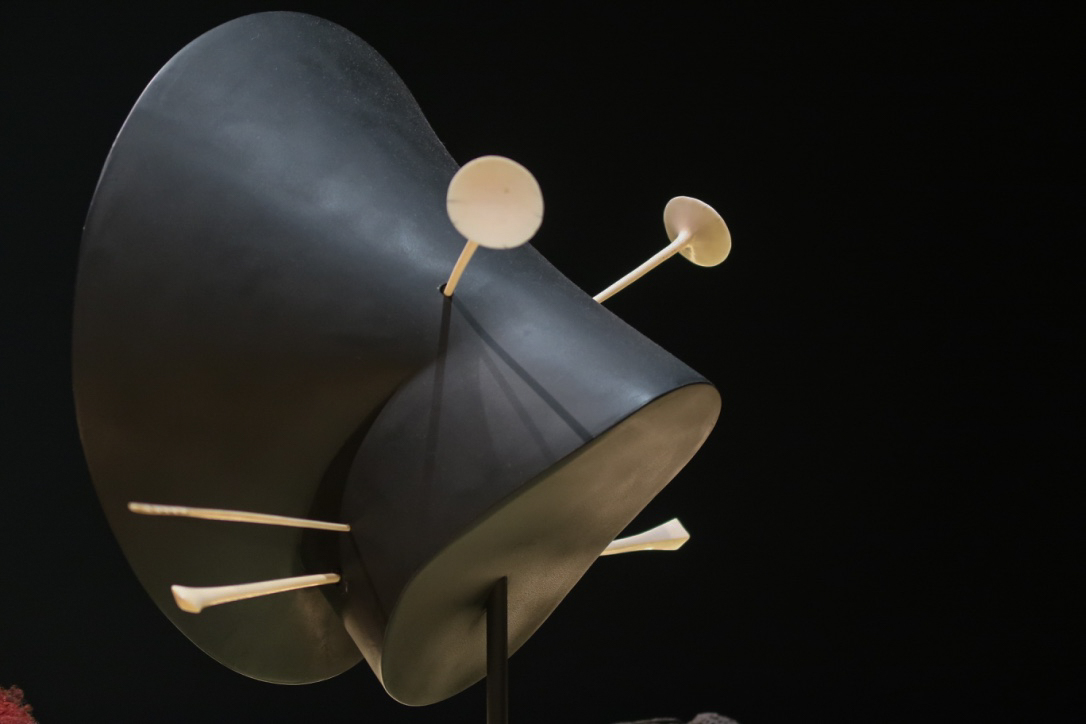
Tocado femenino utilizado por las mujeres de la etnia mangbetu (maqueta).

El pueblo aberu participa del tronco idiomático mangbetu o kingbetu, que tiene 1.852.000 hablantes entre la República Democrática del Congo (1.752.000) y Uganda (100.000). El mangbetu a su vez forma parte de la familia lingala que es una lengua bantú.

## Historia
Originarios del sur de Sudán, emigraron sobre el siglo XVIII como parte del movimiento poblacional mangbetu. Se instalaron en las riberas del río Bomokandi, en la cuenca del Congo. Construyeron un reino a base de pequeñas jefaturas unificadas en la autoridad de un rey asistido por un consejo político. El reino comerciaba con marfil y cobre. En 1870 irrumpieron los traficantes esclavistas del norte de Sudán que comenzaron a debilitar al conjunto de pueblos mangbetu. La debilidad del reino fue aprovechada por las fuerzas coloniales belgas que ocuparon y colocaron bajo autoridad colonial al pueblo aberu y demás miembros de la etnia mangbetu.

## Cultura

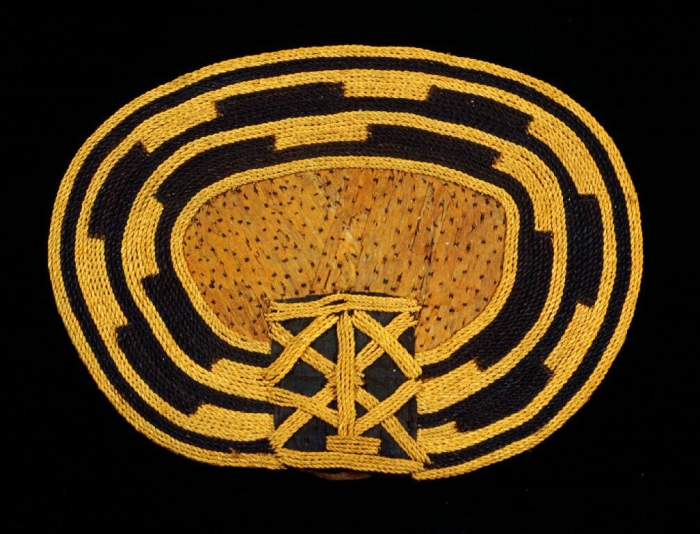
Colección TROPENMUSEUM Nebwe

Es particularmente llamativa la tradición de cabezas alargadas de las mujeres. Desde el nacimiento y hasta casi una edad juvenil la llevan comprimida con cordones de rafia. Efecto estético que aumentan con la colocación de un armazón rígido que recoge el cabello y prolonga el estiramiento craneal. A esto se suma el estiramiento de los párpados y la elevación de las cejas. El peinado se mantiene mediante una amplia variedad de alfileres, hechas de madera, marfil, hierro y cobre. Además de estos peinados refinados, las mujeres también usan pinturas corporales y escarificaciones
Tradicionalmente, también se utilizaba un accesorio sujeto al cinturón, el nebkwe (o negbe , negba ), una especie de pequeño escudo ovalado en cestería que sirve para cubrir parcialmente la zona lumbar.
Los aberus como el resto del pueblo mangbetu destacan por el elevado desarrollo de su arte y música. Poseen un singular instrumento musical de cuerdas llamado arpa mangbetu. El extremo del mango nedumu es a menudo tallado en forma de cabeza humana (antropomorfa). Las clavijas se colocan a la derecha (desde el punto de vista del músico) y no a la izquierda. La caja de resonancia está cubierta con piel de animal curtida (antílope, serpiente, pangolín) y tiene dos orificios.